# برنامج الفدية خدمة
برنامج الفدية خدمةً أو برمجية ابتزاز خدمةً أو برمجية ابتزاز بوصفها خدمةً (بالإنجليزية: Ransomware as a Service) (RaaS) هو نموذج أعمال للجرائم السيبرانية حيث يكتب مشغلو برمجيات ابتزاز ويدفع الشركاء الأتعاب لشن هجمات باستخدام هذه البرمجيات. لا يحتاج الشركاء إلى مهارات تقنية خاصة بهم ولكن يعتمدون على مهارات المشغلين.
يعد برنامج الفدية خدمة أحد أشكال مجرمي الإنترنت لنموذج الأعمال البرمجيات خدمة.

## نماذج الإيرادات
تتيح للشركات التابعة اختيارًا من بين نماذج الإيرادات المتنوعة، بما في ذلك الاشتراكات الشهرية والبرامج التابعة ورسوم الترخيص لمرة واحدة وتقاسم الأرباح الصافية. يوفر مشغلو برمجية ابتزاز خدمةً الأكثر تقدمًا بوابات تتيح لمشتركيهم تتبع حالة الإصابات والمدفوعات والملفات المشفرة. يشبه هذا المستوى من الدعم والوظائف منتجات البرمجيات خدمة (SaaS) الشرعية.
يتمتع سوق برمجية ابتزاز خدمةً بقدرة تنافسية عالية، حيث يقوم المشغلون بتنفيذ حملات تسويقية وتطوير مواقع الويب التي تشبه تلك المستخدمة من قبل الشركات الرسمية. وبلغت الإيرادات العالمية من هجمات برامج الفدية حوالي 20 مليار دولار أمريكي في عام 2020، مما يسلط الضوء على النجاح المالي البارز الذي حققته برمجية ابتزاز خدمةً.
يعتبر مركز استخبارات التهديدات لمايكروسوفت (بالإنجليزية: Microsoft Threat Intelligence Center) (MSTIC) أن برمجية ابتزاز خدمةً يختلف من برامج الفدية عن الأشكال السابقة، حيث لم يعد له رابط وثيق بين الأدوات ومتجه الإدخال الأولي وخيارات الحمولة. يعتبرونه تهديدًا مزدوجًا - تشفير البيانات وتسربها والتهديد بنشرها.

## طرق الابتزاز
الأطراف المعنية في تهديد برامج الفدية يستخدمون تقنيات متنوعة لابتزاز الأموال من الضحايا، وتشمل بعض الطرق الرئيسية:

### ابتزاز مزدوج
في هجوم برنامج الفدية المزدوج، يقوم ممثلو التهديد أولاً بتشفير بيانات الضحية، ثم يهددون بنشر هذه البيانات المشفرة علنًا إذا لم يتم دفع الفدية. وهذا يفرض ضغطًا إضافيًا على الضحية لدفع الفدية وتفادي تسرب البيانات الحساسة.
وفقًا لتحليل شركة الأمن السيبراني Zscaler، اعتمدت 19 عائلة من برامج الفدية أساليب ابتزاز مزدوجة أو متعددة في عام 2021. وبحلول عام 2022، زاد هذا العدد إلى 44 عائلة تستخدم هذه الإستراتيجية. كانت مجموعات مثل Babuk وSnapMC الرائدة في برامج الفدية المتبنية للابتزاز المزدوج، وانضم إليها ممثلون آخرون مثل RansomHouse وBianLian وKarakurt لاحقًا.

### الابتزاز المتعدد
الابتزاز المتعدد هو أحد أشكال الابتزاز المزدوج. بالإضافة إلى تشفير البيانات وتهديدها بالتسريب، تقوم جهات التهديد أيضًا بتنفيذ هجمات DDoS ضد موقع الويب الخاص بالضحية أو البنية التحتية. وهذا يضيف عنصرًا آخر لزيادة الضغط على الضحايا لدفع الفدية.

### ابتزاز محض
في هجوم "الابتزاز المحض" أو ما يعرف بـ "برامج الفدية بدون تشفير"، يقوم ممثلو التهديد بسحب البيانات الحساسة دون تشفير الملفات. ثم يهددون بنشر البيانات المسروقة عبر الإنترنت إذا لم يتم دفع الفدية. يسمح هذا النهج للجهات الفاعلة في مجال التهديد بتجاوز الجوانب التقنية المعقدة المرتبطة بتطوير برامج التشفير.
استخدمت مجموعات مثل LAPSUS$ و Clop تقنيات ابتزاز خالصة في هجمات عالية المستوى. ونظرًا لعدم قفل أنظمة الضحايا، تميل هذه الطريقة إلى تسبب أقل قدر من الاضطراب وجذب أقل انتباه من السلطات. ومع ذلك، يظل التأثير المالي على المنظمات المستهدفة قويًا.

## ممثلين رئيسيون
عدة أمثلة معروفة لمجموعات برمجية ابتزاز خدمةً تشمل Hive و DarkSide و REvil (المعروفة أيضًا باسم Sodinokibi) و Dharma و LockBit. يقوم هؤلاء المشغلون باستمرار بتطوير وإنشاء إصدارات جديدة من برامج الفدية لزيادة تأثيرها.
أمثلة مجموعات برمجية ابتزاز خدمةً Locky وGoliath وShark وStampado وJokeroo وEncryptor.
حظيت Hive بالاهتمام في أبريل 2022 بعد استهدافها لعملاء خوادم Microsoft Exchange Server. وفي استجابة لذلك، قامت وزارة العدل الأمريكية بمصادرة خوادم تابعة لشركة Hive، مما أدى إلى تعطيل عملياتها.
استهدفت مجموعة DarkSide أجهزة Windows ولكنه توسع ليشمل أنظمة Linux . لقد اكتسبوا سمعة سيئة في حادثة Colonial Pipeline، حيث دفعت المنظمة ما يقرب من 5 ملايين دولار لشركة تابعة لـ DarkSide.
يرتبط REvil بـ PINCHY SPIDER وأصبح معروفًا بالمطالبة بواحدة من أكبر الفدية المسجلة وهي 10 ملايين دولار.